# Maria Gaetana Agnesi
Maria Gaetana Agnesi (Milano, 16. svibnja 1718. – Milano, 9. siječnja 1799.) je bila talijanska matematičarka.

## Životopis
Radila je kao sveučilišna profesorica u Bologni i članica tamošnje Akademije; njezine Osnove analitike za talijansku mladež (Istituzioni analitiche ad uso della gioventù italiana, 1748.) jedan su od prvih sustavnih prikaza integralnog i diferencijalnog računa. Zalagala se za obrazovanje žena. Po njoj su nazvani algebarska krivulja Agnesina versiera, krater na Veneri (Agnesi) i planetoid (16765 Agnesi). 